# 人文地理学

1854年约翰·斯诺在伦敦霍乱爆发时研究个案时用的地图。

人文地理学（英語：human geography）是社会科学與地理學的一個分支，关于研究人类社会的文化、经济等活動与环境的相互作用，强调空间和地区的关系。地理學主要被分为自然地理和人文地理兩大分支，后者通过采用定性和定量的研究方法，集中分析研究人类活动。

## 历史
十八世纪之前，地理学并不被视为一门正式的学科。尽管许多学者已经从事长期的地理学研究，特别是通过绘制地图。1830年，皇家地理学会成立，然而到了1917年，大不列颠與愛爾蘭聯合王国才任命了首位主席。第一位正式的英联邦地理学家是哈尔福德·麦金德，1887年他被牛津大学任命为讲师（Reader）。
地理学在19世纪末至20世纪初经历了重要发展。1888年，美国国家地理学会成立并开始出版《国家地理杂志》，这份刊物成为迄今最具影响力的通俗地理资料之一。同时期，社会对地理研究和教育的支持也日益增强。
人文地理学方法论的早期应用可追溯至約翰·斯諾1854年对伦敦宽街霍乱爆发事件的分析。虽然斯诺主要是流行病学家，但他绘制的分布图被视为健康地理学的先驱之作。
19世纪，随着自然地理学分支的扩展和人文地理学的兴起，地理学内部出现了新的研究方向。环境决定论在这一时期对地理学产生了深远影响，其代表人物包括卡尔·李特尔等19世纪科学家。环境决定论认为人类的生理、心理和道德特征直接受自然环境影响。然而，到19世纪中叶，由于缺乏严谨的科学方法论，环境决定论受到严厉批评，并被指责为种族主义和帝国主义的工具。
19世纪末20世纪初，区域地理学应运而生，其研究重点是人类与自然环境的关系。区域地理学通过界定空间区域，分析每个区域的人文和自然特征。这一研究方向后来与地理或然论、文化生态学相结合，产生了一些关于社会文化因果关系的分析，但也被认为保留了环境决定论的某些影响。
1960年代，計量革命导致了地理学界对于区域地理的强烈批评。由于缺乏科学的严谨性和过度描述性，地理学被进一步从地质学分离，并产生两个子域：自然地理和人文地理。20世纪中期，地理学家开始运用统计和数学模型的方法来解决空间问题。计量革命对于地理学的推动，体现于地理信息系统；统计、空间建模和实证的方法，仍然对人文地理学的许多分支至关重要。这一时期的著名地理学家弗莱德·K·舍费尔、沃尔多·托布勒、威廉·加里森、彼得·哈格特、李察·J·乔利、威廉·邦奇和托斯腾·哈格斯特朗。
上世纪1970年代，一系列与地理相关的实证主义批评出现，并进而产生一类批判地理学的学科产生。行为地理学应运而生，作为一种手段来了解人们是如何感知空间和地域，并进行区位决策。在1970年代、1980年代，一股激进地理学派产生，其很大程度借鉴了马克思主义理论和方法论，其代表人物有戴维·哈维和李察·皮特。他们通过定量分析去解释事物的意义，去解释而非单纯描述，以寻求改变、解决和政治参与，而超脱意义的实证方法（激进地理学派批评计量革命中的超脱和客观属性实为资本主义的工具）。激进地理学，以及其余马克思主义相关的理论仍然是当今人文地理学的重要部分。批判地理学也引进了“人文主义地理学”的理念，其代表科学家为段义孚。这类理念与行为地理学相似，促使地理学采取更多的定性方法论。
批判地理学也促使了一系列新型学派和分支的产生，包括女性主义地理学、新文化地理学，以及推动后现代主义和后结构理论与哲学的研究。

## 分支领域
人文地理学有众多分支学科，以下为部分分支学科：

### 文化

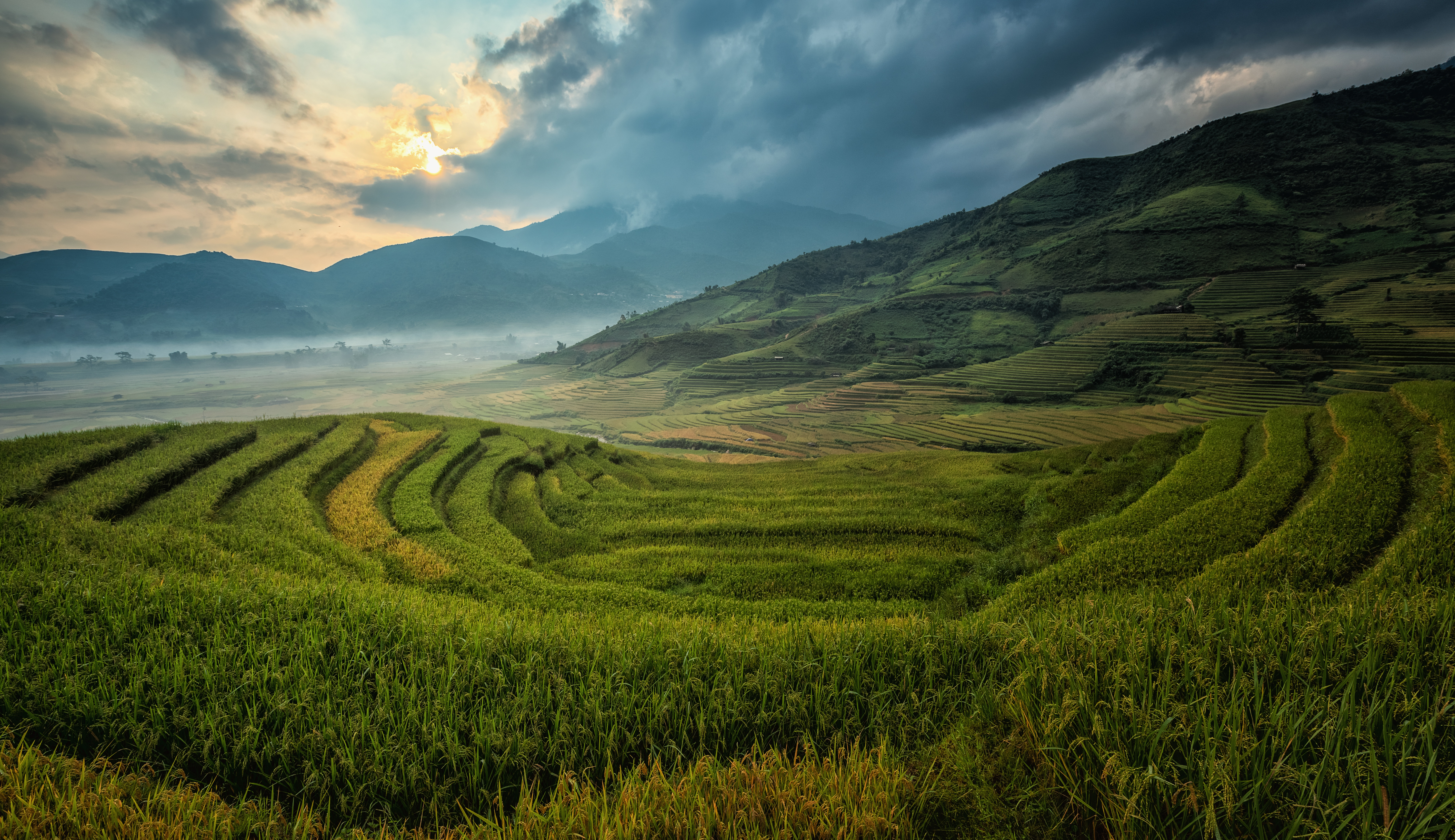
这张照片显示了亚洲的梯田水稻农业。

文化地理学是一类对于文化产物及概念的分析，研究文化现象的空间分布、传播、演化规律，以及文化要素与地理环境之间的相互关系。它聚焦于分析语言、宗教、经济、政治和文化现象，以及人类活动的参与。它的子分类还有儿童地理学、语言地理学、性别与空间以及宗教地理学。

### 发展
发展地理学，是一类关于地球中的人类居住的生存标准和生活质量分析。此外包括地区研究、经济活动的分布与空间组织等。这类研究深受科研家的方法论影响。

### 经济
经济地理学研究人类经济活动的地域分布和空间组织、以及相关生物环境等。又可细分为市场地理学、交通地理学、农业地理学、工业地理学和商业地理学等。 

### 健康
健康地理学，是一类关于健康、疾病、保健有关的地理信息、观点与方法论研究。

### 历史
历史地理学，是一类关于人类、物理、虚构、理论和真实的地理学过往。历史地理学研究聚焦于一系列争议和话题。常规讨论是包括一段时期内的地点与宗教变迁。一类学者聚焦于人文地理环境变迁、人类与环境关系，以及文物财产等。

### 政治
政治地理学，研究人类政治活动空间分布和地理环境关系。子分类包括有选举地理学、地缘政治学、战略地理、军事地理。

### 人口
人口地理学， 研究人口空间分布规律、聚居、移民和人口增长。

### 聚落
聚落地理学，包括城市地理学，是一类研究聚落的形成、分布和发展。又可细分为城市地理学和乡村地理学。这些地区主要经济活动包括有第二产业和第三产业。这类城市聚落中，往往存在高度人口密度。

## 哲学和理论
不同的哲学方法可以用于研究人文地理；因此，城市地理学家可能同时也是一名女性主义或马克思主义地理学家等。
有以下方法论：
- 动物地理学
- 行为地理学
- 认知地理（英语：Cognitive geography）
- 批判地理学
- 女性主义地理学（英语：Feminist geography）
- 马克思主义地理学
- 人文主義地理學
- 行动者网络理论
- 非表象理论（英语：Non-representational theory）
- 实证主义
- 后殖民主义
- 后结构主义地理学
- 精神分析地理学
- 心灵地图（英语：Psychogeography）
- 空间分析

## 著名人文地理学家

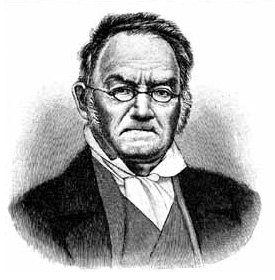
卡尔·李特尔是现代地理学的奠基人之一

- 卡尔·李特尔 (1779–1859)， 被视为现代地理学的奠基人之一，柏林洪堡大学地理系第一任主席，他也因有机类比概念而著名。
- 艾里塞·雷克吕 (1830–1905)，因《地球和它的居民》而著名，他从事于社会地理学、社会生态、动物权利运动，他也是一名著名的无政府主义和绝对素食主义运动者。
- 彼得·阿列克谢耶维奇·克鲁泡特 (1842–1921)，早期激进地理者，他也是一名无政府主义的支持者，并以介绍互助理念而出名。
- 弗里德里希·拉采尔 (1844–1904)，环境决定论者，创制“生存空间”理念
- 维达尔·白兰士 (1845–1918)，地缘政治学、或然论的法兰西学派创始人。
- 哈尔福德·麦金德 (1861–1947)，《世界岛》的作者，伦敦政经学院和英国地理协会（英语：Geographical Association）的创始人之一。
- 约万·斯维季奇（英语：Jovan Cvijić） (1865–1927)，塞尔维亚地理学家、世界著名的科学家。他从事地理和地质研究，并涉猎人类地理学和社会学。
- 卡尔・奥特温・苏尔（英语：Carl O. Sauer） (1889–1975)，是一名环境决定论批判家、文化生态学（英语：cultural ecology）支持者。
- 瓦尔特·克里斯塔勒 (1893–1969)，是一名经济地理学家、中心地理论提出者。
- 理查德·哈特向 (1899–1992)，是一名地理学历史学家和哲学家。
- 托斯腾·哈格斯特朗(1916–2004)，是一名計量革命、区域科学的批判家，因時間地理學而著名。
- 米尔顿·桑托斯（英语：Milton Santos） (1926–2001)，1994年瓦特林·路德国际地理学奖获奖者，南美地理学家。
- 沃尔多·托布勒，地理学第一定律推动者。
- 贾迈勒·哈姆丹（英语：Gamal Hamdan），是一名埃及学者、地理学家。
- 段义孚，华裔美籍地理学家。
- 大卫·哈维，是世界引用率最高的地理学家，因批判性地理学、对全球化的反对而著名。
- 伊夫林·斯托克斯（英语：Evelyn Stokes），新西兰地理学家、怀卡托大学地理系教授。
- 艾伦·约翰·斯科特（英语：Allen J. Scott），美国地理学家、加州大学洛杉矶分校教授。
- 爱德华·索雅，著名地理学家，因区域发展、规划与管理的研究而著名。
- 多琳·梅西，全球化及其变数的研究者。
- 迈克尔·沃茨（英语：Michael Watts），美国加州大学伯克利分校的教授。
- 奈杰尔·思里夫特（英语：Nigel Thrift），非表象理论（英语：non-representational theory）的推动者。
- 德雷克·格利高里（英语：Derek Gregory），著名的以色列作家、地理学家。
- 圣迪·卡茨（英语：Cindi Katz），社会复制理论家，儿童地理学学家。
- 吉莉安·罗斯（英语：Gillian Rose (geographer)），女权主义地理学家。

## 期刊
如同其他社会科学，人文地理学家的诸多研究也发表在各种学术期刊上。因为人文地理是交叉学科，它还有大量关于人文地理领域的期刊。这些期刊包括：
- 《ACME：批判地理学国际期刊》
- 《对映体（英语：Antipode (journal)）》
- 《区域（英语：Area (journal)）》
- 《经济地理学（英语：Economic_Geography_(journal)）》
- 《环境与规划（英语：Environment and Planning）》
- 《地理学纪事（英语：Geografiska Annaler）》
- 《迁移书信（英语：Migration Letters）》
- 《英国皇家地理学会会刊（英语：Transactions of the Institute of British Geographers）》
- 《地球论坛（英语：Geoforum）》
- 《人文地理学进展（英语：Progress in Human Geography）》

## 其他
- 自然地理学，地理學中另一個大分支
- 地缘政治学
- 食物地理
- 環境地理學
- 政治生态學

## 延伸阅读
- Blij, Harm Jan, De. . Hoboken, NJ: John Wiley. 2008. ISBN 978-0-470-12905-0.
- Clifford, N.J.; Holloway, S.L.; Rice, S.P.; Valentine, G. (编).  2nd. London: SAGE. 2009. ISBN 978-1-4129-3021-5.
- Cloke, Paul J.; Crang, Philip; Goodwin, Mark. . London: Arnold. 2004. ISBN 978-0-340-72013-4.
- Cloke, Paul J.; Crang, Phil; Crang, Philip; Goodwin, Mark.  2nd. London: Hodder Arnold. 2005. ISBN 978-0-340-88276-4.
- Crang, Mike; Thrift, Nigel J. . London: Routledge. 2000. ISBN 978-0-415-16016-2.
- Daniels, Peter; Bradshaw, Michael; Shaw, Denis J. B.; Sidaway, James D.  2nd. Prentice Hall. 2004. ISBN 978-0-13-121766-9.
- Flowerdew, Robin; Martin, David.  2nd. Harlow: Prentice Hall. 2005. ISBN 978-0-582-47321-8.
- Gregory, Derek; Martin, Ron G.; Smith, Graham. . Basingstoke: Macmillan. 1994. ISBN 978-0-333-45251-6.
- Harvey, David D. . Blackwell Pub. 1996. ISBN 978-1-55786-680-6.
- Johnston, R.J.  5th. Blackwell Publishers, London. 2009.
- Johnston, R.J. . Blackwell Publishers, London. 2002.
- Moseley, William W.; Lanegran, David A.; Pandit, Kavita. . Malden, MA: Blackwell Publishing Limited. 2007. ISBN 978-1-4051-4922-8.
- Peet, Richard (编). . Oxford: Wiley-Blackwell. 1998. ISBN 978-1-55786-378-2.
- Soja, Edward. . Verso, London. 1989.